# Infect and persist
Als Infect-and-persist-Mechanismus (von englisch infect and persist ‚infizieren und verbleiben‘) oder auch Persistente Infektion wird in der Medizin eine der beiden hauptsächlichen Typen von Infektionsverläufen bei der Infektion von Lebewesen durch Pathogene bezeichnet. Kennzeichnend ist eine relativ gemäßigte Reproduktionsrate, eine niedrigere Burst Size, eine niedrigere Viruslast und eine lange Erkrankungsdauer.
Der andere Verlaufstyp wird als Hit and Run bezeichnet.

## Mechanismus
Persistente Erreger nutzen verschiedenste Mechanismen zur Umgehung der Immunantwort (Immunevasion).
Nach der Infektion kann beispielsweise ein lysogenes (synonym: latentes) Virus im Wirt ruhen und führt dabei meist zu einer sehr begrenzten Infektionskrankheit. In deren Verlauf scheidet der Wirt (bzw. die Wirtszelle) kaum Viren aus, und im Verlauf einer Immunreaktion wird das Virus meistens auch nicht aus dem Organismus eliminiert. So ist beispielsweise in der latenten Phase die Translation viraler Proteine gedrosselt. Weiterhin können Pathogene sich in Zelltypen mit Immunprivileg zurückziehen, bei denen die Mittel des Immunsystems begrenzt sind (zum Beispiel Neuronen oder Stammzellen). Einen weiteren Persistenzmechanismus findet man bei Erregern mit stark variierendem Genom (zum Beispiel HIV oder Hepatitisviren vom Typ B oder C), die unter Erhalt ihrer Funktionen durch Mutationen einer Immunreaktion entgehen können (Fluchtmutanten). Der Wirt bleibt dann häufig dauerhaft infiziert. Bei Bakterien und Pilzen kommen auch Sporen als Ruheformen vor.
Der persistente Infektionstyp kommt bei Pathogenen vor, die an ihren Wirt angepasste Persistenzmechanismen entwickelt haben, oder bei Viren, gegen die der Wirt aufgrund einer kontinuierlichen Veränderung des Pathogens nicht sehr effektiv Antikörper und zytotoxische T-Zellen entwickelt, welche die Viren eliminieren können (Fluchtmutation). Nach der Infektion eines solchen Organismus treten günstigenfalls sogar keinerlei Krankheitsfolgen auf (inapparente Infektion), oder es kann sich durchaus eine akute Krankheitsphase entwickeln, die der betreffende Organismus jedoch in der Regel gut übersteht. Während dieser gesamten Zeit steht der Organismus dem Virus für seine eigene Vermehrung zur Verfügung. Auch wenn eine klinische Erkrankung nicht sehr lange dauert, bezeichnet man diesen Infektionstyp als Infect-and-persist, wenn das Virus nicht vollständig eliminiert wird (englisch clearance), sondern sich vor dem Immunsystem des infizierten Organismus verbergen kann. In diesem Falle können entweder vollständige Viren im Körper verbleiben (in Zellen mit Immunprivileg), oder ihr Genom verbleibt ruhend (latent). Bei latenten Pathogenen ist eine periodische Reaktivierung der Erreger und eine erneute Virusausscheidung möglich (zum Beispiel Herpes simplex, HIV nach Absetzen der HAART). Daneben kann auch eine chronische Infektion mit relativ hohen Viruskonzentrationen (zum Beispiel HIV ohne Therapie, Hepatitis-B-Virus oder Hepatitis-C-Virus) auftreten. Oft entwickelt sich nach jahrelanger Latenzzeit eine Folgeerkrankung (Sekundärleiden).

## Beispiele

### Humanmedizin
- Borrelien – Borreliose
- Epstein-Barr-Virus – Pfeiffer-Drüsenfieber
- GB-Virus-C – Hepatitis G
- Hepatitis-B-Virus – Hepatitis B
- Hepatitis-C-Virus – Hepatitis C
- Herpes-simplex-Viren – Herpes simplex
- Humanes-Immunodefizienz-Virus – AIDS
- Humane Papillomviren – Warzen

### Veterinärmedizin
- BVDV bei PI-Tieren
- Caprines Arthritis-Enzephalitis-Virus CAEV
- Felines Immundefizienz-Virus (FIV)
- Felines Leukämievirus (FeLV)
- Maedi-Visna-Virus